# حومه (شهربابک)
حومه، روستایی از توابع بخش مرکزی، شهرستان شهربابک در استان کرمان ایران است.

## جمعیت
این روستا در دهستان میمند قرار دارد و براساس سرشماری مرکز آمار ایران در سال ۱۳۹۵، خالی از سکنه دائم بوده‌است.